# Stegonomadia biofar
Stegonomadia biofar is een vlokreeftensoort uit de familie van de Stegocephalidae. De wetenschappelijke naam van de soort is voor het eerst geldig gepubliceerd in 1997 door Berge & Vader.